# ال ایندیو (تگزاس)
ال ایندیو (به انگلیسی: El Indio) یک منطقهٔ مسکونی در ایالات متحده آمریکا است که در شهرستان ماوریک، تگزاس واقع شده‌است. ال ایندیو ۴٫۶ کیلومتر مربع مساحت و ۲۶۳ نفر جمعیت دارد و ۲۲۴ متر بالاتر از سطح دریا واقع شده‌است.